# Вогні вар'єте (фільм)
«Вогні вар'єте» (італ. Luci del varietà) — дебютний фільм Федеріко Фелліні знятий спільно з Альберто Латтуадою.

## У Ролях
| Актор              | Роль                     |
| ------------------ | ------------------------ |
| Пеппіно Де Філіппо | Кекко Даль Монте         |
| Карла Дель Поджо   | Ліліана «Лілі» Антонеллі |
| Джульєтта Мазіна   | Меліна Амор              |
| Джон Кіцміллер     | Джонні, трубач           |
| Фолько Луллі       | коханець Ліліани         |
| Данте Маджо        | Ремо                     |
| Карло Романо       | Енцо Ла Роза             |
| Джозеф Фаллетті    | Білл                     |
| Джина Маскетті     | Валерія дель Соле        |